# Rio Tassaro
Rio Tassaro este o arie protejată (arie specială de conservare — SAC, sit de importanță comunitară — SCI) din Italia întinsă pe o suprafață de 585 ha, integral pe uscat.

## Localizare
Centrul sitului Rio Tassaro este situat la coordonatele 44°29′17″N 10°22′27″E / 44.488056°N 10.374167°E.

## Înființare
Situl Rio Tassaro a fost declarat sit de importanță comunitară în iulie 2006 pentru a proteja 1 specie de plante și 8 specii de animale. Situl a fost protejat și ca arie specială de conservare în martie 2019.

## Biodiversitate
Situată în ecoregiunea continentală, aria protejată conține 9 habitate naturale: Fânețe de joasă altitudine (Alopecurus pratensis, Sanguisorba officinalis), Pseudostepă cu ierburi și specii anuale de Thero-Brachypodietea, Păduri de Castanea sativa, Păduri aluvionare cu Alnus glutinosa și Fraxinus excelsior (Alno-Padion, Alnion incanae, Salicion albae), Izvoare petrifiante cu formare de travertin (Cratoneurion), Liziere de ierburi înalte hidrofile de câmpie și de nivel montan până la alpin, Păduri pe pante, grohotișuri și ravene de Tilio-Acerion, Grohotișuri termofile și vest-mediteraneene, Pajiști uscate seminaturale și facies de acoperire cu tufișuri pe substraturi calcaroase (Festuco-Brometalia) (* situri importante pentru orhidee).
La baza desemnării sitului se află mai multe specii protejate:
- plante (1): Himantoglossum adriaticum
- păsări (2): buha (Bubo bubo), sfrâncioc roșiatic (Lanius collurio)
- amfibieni (1): Salamandrina terdigitata
- mamifere (3): liliac cu urechi de șoarece (Myotis blythii), liliacul mare cu potcoavă (Rhinolophus ferrumequinum), liliacul mic cu potcoavă (Rhinolophus hipposideros)
- nevertebrate (2): Austropotamobius pallipes, rădașcă (Lucanus cervus)

Pe lângă speciile protejate, pe teritoriul sitului au mai fost identificate 6 specii de plante, 3 specii de amfibieni, 8 specii de mamifere, 1 specie de pești, 4 specii de reptile.